# Auliʻi Cravalho
Auliʻi Cravalho (Kohala, Hawái; 22 de noviembre de 2000)es una actriz y cantante estadounidense, conocida por prestar su voz a la protagonista de la película Moana, de Disney, estrenada en 2016.

## Biografía
Auli'i Cravalho nació en noviembre de 2000 en Kohala, Hawái.Es de ascendencia china, irlandesa, nativa hawaiana, portuguesa y puertorriqueña; su apellido probablemente deriva del apellido portugués Carvalho.Cuando dio el salto a la fama, residía con su madre en Mililani y estaba cursando su cuarto año de estudios secundarios según el sistema educativo estadounidense, en el campus en Kapālama de Kamehameha Schools.

## Trayectoria profesional
La actriz afirmó que, en un principio, no tenía previsto presentarse al casting de la película Moana, porque "ya había muchas otras aspirantes que habían subido sus magníficas actuaciones a YouTube". Sin embargo, un cazatalentos de Oahu la animó finalmente a presentarse a dicho casting, para obtener el papel de la princesa Moana. La Corporación Walt Disney declaró a la prensa que Cravalho fue la última de cientos de aspirantes en acudir al casting. La actriz también interpretó "How Far I'll Go", la canción principal de la banda sonora de dicha película. En febrero de 2017, se hizo pública su participación en la serie dramática de la NBC Rise, que comenzó a rodarse el 4 de mayo de ese mismo año. La serie se estrenó el 13 de marzo de 2018.

### Filmografía

#### Cine
| Año  | Título                    | Personaje | Notas             |
| ---- | ------------------------- | --------- | ----------------- |
| 2016 | Moana                     | Moana     | Voz               |
| 2017 | Gone Fishing              | Moana     | Voz; Cortometraje |
| 2018 | Ralph Breaks the Internet | Moana     | Voz               |
| 2022 | Crush                     | AJ Campos |                   |
| 2022 | Darby and the Dead        | Capri     |                   |
| 2023 | Once Upon a Studio        | Moana     | Voz; Cortometraje |
| 2024 | Mean Girls                | Janis     |                   |
| 2024 | Moana 2                   | Moana     | Voz               |

#### Televisión
| Año  | Título                   | Personaje      | Notas                                 |
| ---- | ------------------------ | -------------- | ------------------------------------- |
| 2017 | Rise                     | Lilette Suarez | Serie de televisión (papel principal) |
| 2019 | Weird City               | Rayna          | Episodio: "Go to College"             |
| 2019 | The Little Mermaid Live! | Ariel          | Especial de televisión                |
| 2019 | Elena de Avalor          | Veronica       | Voz; Episodio: "The Last Laugh"       |
| 2022 | Harmonious Live!         | Narradora      | Especial de televisión                |
| 2022 | Maui Shark Mistery       | Narradora      |                                       |
| 2023 | Hailey's On It!          | Hailey         | Voz                                   |
| 2023 | The Power                | Jos            |                                       |

### Premios y nominaciones
| Año  | Premio                                                      | Categoría                                  | Obra nominada | Resultado                                        |
| ---- | ----------------------------------------------------------- | ------------------------------------------ | ------------- | ------------------------------------------------ |
| 2016 | Premios Annie                                               | Mejor doblaje en una película de animación | Moana         | Ganadora (junto a Jason Bateman por Zootopia)    |
| 2016 | Alianza de Mujeres Periodistas de Cine                      | Mejor personaje de animación femenino      | Moana         | Ganadora (junto a Ginnifer Goodwin por Zootopia) |
| 2016 | Asociación de críticos cinematográficos de Washington D. C. | Mejor actuación de voz                     | Moana         | Nominada                                         |
| 2017 | Kid's Choice Awards                                         | Favorite Frenemies                         | Moana         | Nominada (junto a Dwayne Johnson)                |
| 2017 | Teen Choice Awards                                          | Mejor actriz de fantasía                   | Moana         | Nominada                                         |
| 2017 | Teen Choice Awards                                          | Mejor actor revelación en una película     | Moana         | Ganadora                                         |
| 2025 | Nickelodeon Kids' Choice Awards                             | Voz femenina favorita en película animada  | Moana         | Ganadora                                         |